# Phoronidae
Phoronidae es una familia de foronídeos que contiene a todas las especies de foronídeos vivientes, exceptuando a la familia extinta Hederellidae. Esto comprende dos géneros y veinte especies sobrevivientes. 
Son marinos y bentónicos; viven dentro de tubos quitinosos cementados en substratos duros o excavados en sedimentos blandos, a menudo en grupo. Para su alimentación emplean su lofóforo el cual captura microorganismos del plancton o partículas orgánicas.
Pueden ser dioicos o hermafroditas. Sus huevos por lo general presentan segmentación radial al igual que otros lofoforados pero se ha detectado que ciertas especies conservan la segmentación espiral del huevo al igual que muchos filos del clado Spiralia que los demás lofoforados posteriormente perdieron en su evolución.

## Taxonomía
A continuación se muestran los géneros, especies y sus autores de descripción:
- Phoronis
  - Phoronis australis Haswell, 1883

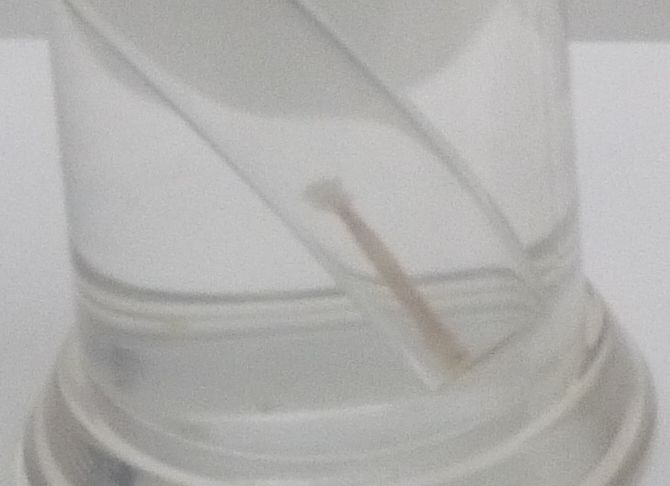
Phoronis australis.

  - Phoronis emigi Hirose, Fukiage, Katoh & Kajihara, 2014
  - Phoronis hippocrepia Wright, 1856
  - Phoronis ijimai Oka, 1897
  - Phoronis muelleri Selys-Lonchamps, 1903
  - Phoronis ovalis Wright, 1856
  - Phoronis pallida (Schneider, 1862)
  - Phoronis psammophila Cori, 1889
  - Phoronis euxinicola Selys-Longchamps, 1907
- Phoronopsis
  - Phoronopsis albomaculata Gilchrist, 1907
  - Phoronopsis californica Hilton, 1930
  - Phoronopsis harmeri Pixell, 1912